# Ashford and Simpson
Pour les articles homonymes, voir Simpson et Ashford (homonymie).
Ashford and Simpson est un groupe musical américain de soul, originaire de New York, formé de Nickolas Ashford (4 mai 1942-22 août 2011) et de sa femme Valerie Simpson (26 août 1946).

## Histoire
Ashford et Simpson se rencontrent au sein du chœur Harlem's White Rock Baptist Church. Ils tentent une carrière en tant que duo au début des années 1960 mais doivent dans un premier temps se résoudre à composer, notamment pour Ray Charles avec Let's Go Get Stoned (1965) ou Aretha Franklin, non sans succès. En 1966 ils intègrent Motown où ils composent notamment pour Diana Ross, Gladys Knight, Smokey Robinson, The Supremes, The Marvelettes et Marvin Gaye. Après leur départ de Motown en 1973, l'année de leur mariage, ils composeront également pour Chaka Khan.
Parmi leurs titres les plus célèbres : Ain't No Mountain High Enough, You're All I Need to Get By, Reach Out And Touch Somebody's Hand, Remember Me, et Bourgie, Bourgie...
En tant qu'interprètes de leurs œuvres, Ashford and Simpson ont connu de nombreux succès dans les domaines soul, disco, funk et RnB, par exemple It Seems to Hang On, Found a Cure, Love Don't Make It Right ou Solid.
Solid est utilisé dans le soap opera Santa Barbara pour rythmer la romance qui unit Eden Capwell à Cruz Castillo.
Nickolas Ashford décède  août 2011 à New York des suites d'un cancer de la gorge.

## Discographie

### Albums studio
| 1973 | Gimme Something Real   | 156 | 18 | —  | —  | —  | —  | —  | —  | —  |             | Warner Bros.     |
| 1974 | I Wanna Be Selfish     | 195 | 21 | —  | —  | —  | —  | —  | —  | —  |             | Warner Bros.     |
| 1976 | Come as You Are        | 189 | 35 | —  | —  | —  | —  | —  | —  | —  |             | Warner Bros.     |
| 1977 | So So Satisfied        | 180 | 30 | —  | —  | —  | —  | —  | —  | —  |             | Warner Bros.     |
| 1977 | Send It                | 52  | 10 | —  | 53 | —  | —  | —  | —  | —  | - RIAA : Or | Warner Bros.     |
| 1978 | Is It Still Good to Ya | 20  | 1  | —  | 43 | —  | —  | —  | —  | —  | - RIAA : Or | Warner Bros.     |
| 1979 | Stay Free              | 23  | 3  | —  | 71 | —  | —  | —  | —  | —  | - RIAA : Or | Warner Bros.     |
| 1980 | A Musical Affair       | 38  | 8  | —  | —  | —  | —  | —  | —  | —  |             | Warner Bros.     |
| 1982 | Street Opera           | 45  | 5  | —  | —  | —  | —  | —  | —  | —  |             | Capitol          |
| 1983 | High-Rise              | 84  | 14 | —  | —  | —  | —  | —  | —  | —  |             | Capitol          |
| 1984 | Solid                  | 29  | 1  | 13 | 47 | 11 | 25 | 17 | 15 | 42 | - RIAA : Or | Capitol          |
| 1986 | Real Love              | 74  | 12 | —  | —  | —  | —  | —  | —  | —  |             | Capitol          |
| 1989 | Love or Physical       | 135 | 28 | —  | —  | —  | —  | —  | —  | —  |             | Capitol          |
| 1996 | Been Found             | —   | 49 | —  | —  | —  | —  | —  | —  | —  |             | Hopsack and Silk |
| « — » indique qu'acun classement n'est atteint, ou qu'aucune sortie n'a été effectuée dans cette région. |                        |     |    |    |    |    |    |    |    |    |             |                  |

### Albums live
| 1981 | Performance    | 125 | 45 | Warner Bros. |
| 2009 | The Real Thing | —   | 59 | Burgundy     |
| « — » indique qu'acun classement n'est atteint, ou qu'aucune sortie n'a été effectuée dans cette région. |                |     |    |              |

### Compilations
- 1993 : The Best of Ashford and Simpson (Capitol)
- 1993 : Capitol Gold: The Best of Ashford and Simpson (Capitol)
- 1996 : The Gospel According to Ashford and Simpson: Count Your Blessings (EMI)
- 2002 : The Very Best of Ashford and Simpson (Warner Bros./Rhino)
- 2008 : The Warner Bros. Years: Hits, Remixes and Rarities (Rhino)

### Singles
| Année | Titres                                            | Meilleure position | Meilleure position | Meilleure position | Meilleure position | Meilleure position | Meilleure position | Meilleure position | Meilleure position | Meilleure position | Meilleure position | Certification        | Album                          |
| Année | Titres                                            | US                 | US R&B             | US Dan             | AUT                | CAN                | ALL                | P-B                | N-Z                | SWI                | R-U                | Certification        | Album                          |
| --- | ------------------------------------------------- | ------------------ | ------------------ | ------------------ | ------------------ | ------------------ | ------------------ | ------------------ | ------------------ | ------------------ | ------------------ | -------------------- | ------------------------------ |
| 1964 | I'll Find You                                     | 117                | —                  | —                  | —                  | —                  | —                  | —                  | —                  | —                  | —                  |                      | NC                             |
| 1964 | Don't You Feel Sorry                              | —                  | —                  | —                  | —                  | —                  | —                  | —                  | —                  | —                  | —                  |                      | NC                             |
| 1964 | It Ain't Like That                                | —                  | —                  | —                  | —                  | —                  | —                  | —                  | —                  | —                  | —                  |                      | NC                             |
| 1973 | (I'd Know You) Anywhere                           | 88                 | 37                 | —                  | —                  | —                  | —                  | —                  | —                  | —                  | —                  |                      | Gimme Something Real           |
| 1974 | Have You Ever Tried It                            | —                  | 77                 | —                  | —                  | —                  | —                  | —                  | —                  | —                  | —                  |                      | Gimme Something Real           |
| 1974 | Main Line                                         | —                  | 37                 | —                  | —                  | —                  | —                  | —                  | —                  | —                  | —                  |                      | I Wanna Be Selfish             |
| 1974 | Everybody's Got to Give It Up                     | —                  | 53                 | —                  | —                  | —                  | —                  | —                  | —                  | —                  | —                  |                      | I Wanna Be Selfish             |
| 1975 | Bend Me                                           | —                  | 73                 | —                  | —                  | —                  | —                  | —                  | —                  | —                  | —                  |                      | Gimme Something Real           |
| 1976 | It'll Come, It'll Come, It'll Come                | —                  | 96                 | —                  | —                  | —                  | —                  | —                  | —                  | —                  | —                  |                      | Come as You Are                |
| 1976 | Somebody Told a Lie                               | —                  | 58                 | —                  | —                  | —                  | —                  | —                  | —                  | —                  | —                  |                      | Come as You Are                |
| 1976 | One More Try                                      | —                  | —                  | 9                  | —                  | —                  | —                  | —                  | —                  | —                  | —                  |                      | Come as You Are                |
| 1976 | Tried, Tested and Found True                      | —                  | 52                 | 34                 | —                  | —                  | —                  | —                  | —                  | —                  | —                  |                      | So So Satisfied                |
| 1977 | So So Satisfied                                   | —                  | 27                 | —                  | —                  | —                  | —                  | —                  | —                  | —                  | —                  |                      | So So Satisfied                |
| 1977 | Over and Over                                     | —                  | 39                 | —                  | —                  | —                  | —                  | —                  | —                  | —                  | —                  |                      | So So Satisfied                |
| 1977 | Send It                                           | —                  | 15                 | —                  | —                  | —                  | —                  | —                  | —                  | —                  | —                  |                      | Send It                        |
| 1978 | Don't Cost You Nothing                            | 79                 | 10                 | 23                 | —                  | —                  | —                  | —                  | —                  | —                  | —                  |                      | Send It                        |
| 1978 | By Way of Love's Express                          | —                  | 35                 | —                  | —                  | —                  | —                  | —                  | —                  | —                  | —                  |                      | Send It                        |
| 1978 | Stuff Like That (avec Quincy Jones et Chaka Khan) | 21                 | 1                  | —                  | —                  | 23                 | —                  | 24                 | —                  | —                  | 34                 |                      | Sounds...and Stuff Like That!! |
| 1978 | It Seems to Hang On                               | —                  | 2                  | —                  | —                  | —                  | —                  | —                  | —                  | —                  | 48                 |                      | Is It Still Good to Ya         |
| 1978 | Is It Still Good to Ya                            | —                  | 12                 | —                  | —                  | —                  | —                  | —                  | —                  | —                  | —                  |                      | Is It Still Good to Ya         |
| 1979 | Flashback                                         | —                  | 70                 | —                  | —                  | —                  | —                  | —                  | —                  | —                  | —                  |                      | Is It Still Good to Ya         |
| 1979 | Found a Cure                                      | 36                 | 2                  | 1                  | —                  | 65                 | —                  | 37                 | —                  | —                  | —                  |                      | Stay Free                      |
| 1979 | Nobody Knows                                      | —                  | 19                 | 1                  | —                  | —                  | —                  | —                  | —                  | —                  | —                  |                      | Stay Free                      |
| 1979 | Stay Free                                         | —                  | —                  | 1                  | —                  | —                  | —                  | —                  | —                  | —                  | —                  |                      | Stay Free                      |
| 1980 | Love Don't Make It Right                          | —                  | 6                  | 7                  | —                  | —                  | —                  | —                  | —                  | —                  | —                  |                      | A Musical Affair               |
| 1980 | Happy Endings                                     | —                  | 35                 | —                  | —                  | —                  | —                  | —                  | —                  | —                  | —                  |                      | A Musical Affair               |
| 1981 | Get Out Your Handkerchief                         | —                  | 65                 | —                  | —                  | —                  | —                  | —                  | —                  | —                  | —                  |                      | A Musical Affair               |
| 1981 | It Shows in the Eyes                              | —                  | 34                 | —                  | —                  | —                  | —                  | —                  | —                  | —                  | —                  |                      | Performance                    |
| 1981 | It's the Long Run                                 | —                  | —                  | —                  | —                  | —                  | —                  | —                  | —                  | —                  | —                  |                      | Performance                    |
| 1982 | Street Corner                                     | 56                 | 9                  | 11                 | —                  | —                  | —                  | —                  | —                  | —                  | —                  |                      | Street Opera                   |
| 1982 | Love It Away                                      | —                  | 20                 | —                  | —                  | —                  | —                  | —                  | —                  | —                  | —                  |                      | Street Opera                   |
| 1983 | I'll Take the Whole World On                      | —                  | —                  | —                  | —                  | —                  | —                  | —                  | —                  | —                  | —                  |                      | Street Opera                   |
| 1983 | High-Rise                                         | —                  | 17                 | 41                 | —                  | —                  | —                  | —                  | —                  | —                  | —                  |                      | High-Rise                      |
| 1983 | It's Much Deeper                                  | —                  | 45                 | —                  | —                  | —                  | —                  | —                  | —                  | —                  | —                  |                      | High-Rise                      |
| 1984 | I'm Not that Tough                                | —                  | 78                 | —                  | —                  | —                  | —                  | —                  | —                  | —                  | —                  |                      | High-Rise                      |
| 1984 | Solid                                             | 12                 | 1                  | 15                 | 4                  | 5                  | 2                  | 3                  | 1                  | 3                  | 3                  | - BPI : Or - MC : Or | Solid                          |
| 1985 | Outta the World                                   | 102                | 4                  | 4                  | —                  | —                  | —                  | —                  | —                  | —                  | —                  |                      | Solid                          |
| 1985 | Babies                                            | 102                | 29                 | —                  | —                  | —                  | 53                 | —                  | —                  | —                  | 56                 |                      | Solid                          |
| 1986 | Count Your Blessings                              | 84                 | 4                  | —                  | —                  | —                  | —                  | —                  | —                  | —                  | 79                 |                      | Real Love                      |
| 1986 | What Becomes of Love                              | —                  | —                  | —                  | —                  | —                  | —                  | —                  | —                  | —                  | —                  |                      | Real Love                      |
| 1987 | Nobody Walks in L.A.                              | —                  | —                  | —                  | —                  | —                  | —                  | —                  | —                  | —                  | —                  |                      | Real Love                      |
| 1989 | I'll Be There for You                             | —                  | 2                  | —                  | —                  | —                  | —                  | —                  | —                  | —                  | —                  |                      | Love or Physical               |
| 1989 | Cookies and Cake                                  | —                  | —                  | —                  | —                  | —                  | —                  | —                  | —                  | —                  | —                  |                      | Love or Physical               |
| 1990 | Hungry for Me Again                               | —                  | 40                 | —                  | —                  | —                  | —                  | —                  | —                  | —                  | —                  |                      | Def by Temptation              |
| 1996 | Been Found                                        | —                  | 80                 | —                  | —                  | —                  | —                  | —                  | —                  | —                  | —                  |                      | Been Found                     |
| 1997 | What If                                           | —                  | 94                 | —                  | —                  | —                  | —                  | —                  | —                  | —                  | —                  |                      | Been Found                     |
| 2001 | We Are Family                                     | —                  | —                  | —                  | —                  | —                  | —                  | —                  | —                  | —                  | —                  |                      | NC                             |
| « — » indique qu'acun classement n'est atteint, ou qu'aucune sortie n'a été effectuée dans cette région. |                                                   |                    |                    |                    |                    |                    |                    |                    |                    |                    |                    |                      |                                |